# メイン湾

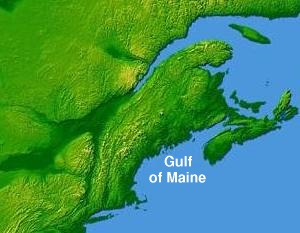
メイン湾

メイン湾（英: Gulf of Maine）は、北アメリカ大陸東岸沿い、大西洋の湾）である。
その南西はマサチューセッツ州東端のケープ・コッド、北東はノバスコシア州南端のケープサーブル島の間に広がっている。アメリカ合衆国のニューハンプシャー州とメイン州の海岸線全体、マサチューセッツ州ケープ・コッドの北側、カナダのニューブランズウィック州南部とノバスコシア州の西部の海岸線が囲んでいる。
マサチューセッツ湾とファンディ湾もメイン湾の一部と見なされる。潮汐変化が世界有数の規模となるファンディ湾があるので、メイン湾も干満差が大きい。

## 地理的な特徴
メイン湾の海岸線はほとんど岩がちであり、景観が美しい。湾岸で開発が進んでいるのは、マサチューセッツ州ボストン、ニューハンプシャー州ポーツマス、メイン州ポートランドとニューブランズウィック州セントジョンの各大都市圏ぐらいである。氷河作用のために堆積土壌を海岸から遠くまで運んでいるので、大西洋東海岸では南部でよく見られるような砂浜が無い。氷河時代に低水位であったときに海底が削られ、海底の堆が南と東にあるので、半分閉じられた海となっている。特に南端にあるジョージズ堆がメキシコ湾流から守る形になっている。むしろ寒流のラブラドル海流の影響を強く受け、メイン湾の海水は南部の海水よりも冷たく、栄養分に富んでいる。中央海盆のバレーは水深が 1,500 フィート (500 m) に達し、そこから海嶺が 800 フィート (266 m) まで立ち上がっている。場所によっては水面近くになり、水面を超えて島になっている所もある。

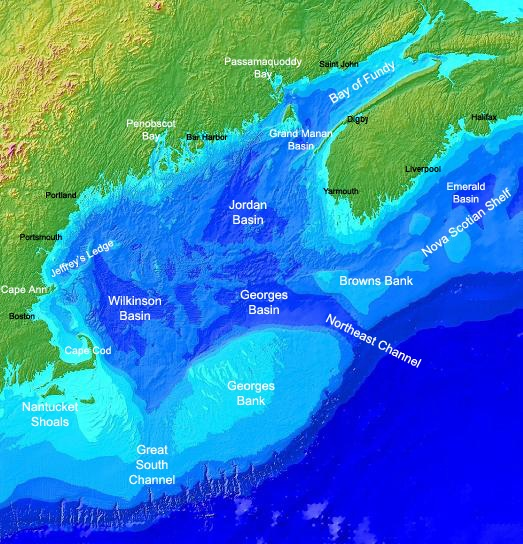
メイン湾の主要な地形

メイン湾には大きな海盆が3つある。西にウィルキンソン海盆、北東にジョーダン海盆、南にジョージズ海盆があり、水深650フィート (200 m) の等深線で互いに孤立している。ジョージズ堆の北にあるジョージズ海盆が最も深く、水深は1,200フィート (370 m) 以上となっており、ノバスコシア大陸棚の南西端にあって、ジョージズ堆とブラウンズ堆の間の深い亀裂であるノースイースト・チャンネルの外れに窪みを生んでいる。ノースイースト・チャンネルはメイン湾と北大西洋を繋ぐ主要水路である。もう1つ大西洋と繋ぐ浅い水路がグレートサウス・チャンネルであり、ジョージズ堆とナンタケット・ショールズ（浅瀬）の間にある。

## メイン湾の水系
メイン湾の海域は 69,115 平方マイル (179,008 km²) あり、メイン州海域の全て、ニューハンプシャー州の70%、ニューブランズウィック州の56%、マサチューセッツ州の41%、ノバスコシア州の36%の海域を含んでいる。またカナダのケベック州南部の小さな海域（1%未満）も含んでいる。メイン湾に注ぐ主要河川は東から、アナポリス川、シュベナカディ川、サーモン川（以上ノバスコシア州）、ペティコーディアク川、セントジョン川、マガガダビック川（以上ニューブランズウィック州）、セントクロイ川、ペノブスコット川、ケネベック川、ソーコ川（以上メイン州）、ピスカタクォ川（ニューハンプシャー州）、メリマック川、チャールズ川（以上マサチューセッツ州）がある。セントジョン川とペノブスコット川の水量が多い。
冷たい海水、極端な潮汐混合、またメイン湾の多様な海底のために、北大西洋で最大級に生産的な海洋環境ができており、多くの海洋生物の生息域となっている。最も著名なのがコダラ、アカディアサケ、タイセイヨウニシン(Clupea harengus) 、アメリカンロブスター(Homarus americanus) である。ロブスターは特にその大きさが有名である。メイン湾は、特にファンディ湾との境目付近が多くの種の鯨が夏を過ごす場所であり、特に絶滅が危惧されるタイセイヨウセミクジラが見られる。

## メイン湾の歴史と政治的重要性

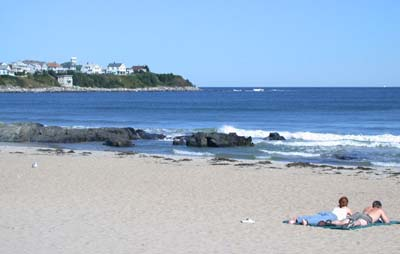
ニューハンプシャー州ハンプトンビーチの海浜、9月下旬

メイン湾は相対的にヨーロッパに近い位置にあるので、ヨーロッパ諸国による初期植民地化の対象になった。フランスは1604年にセントクロイ島に開拓地を造ったが、病気、恐らくは壊血病のためにも失敗した。イングランドは1607年にケネベック川の島にポパム植民地を造ったが、1年後には放棄された。これは現在のバージニア州ジェームズタウンに植民地が造られたのと同じ年だった。続いて1620年にマサチューセッツ湾沿いにプリマス植民地が建設された。
アメリカ独立戦争や米英戦争では、イギリス軍がメイン湾の一角を占領し、ニューアイルランド植民地を建設しようとした。2回とも戦争を終結させる条約で、アメリカ合衆国に戻された。
1960年代と1970年代、カナダとアメリカ合衆国の間で、メイン湾特にジョージズ堆での漁業権など資源に対する権利を巡って論争があった。この論争は国際司法裁判所に持ち込まれ、1984年にメイン湾の海上境界線が定められた。カナダとアメリカ合衆国は現在でも、メイン湾北東部にあるマチャイアスシール島とその周辺海域について、その主権にかんする合意ができていない。メイン湾の海洋生物生息域である重要性は両国とも認識し、湾の南部にあるジョージズ堆でのオフショア石油とガスの開発に対する制限を維持している。